# Dreams (Beck)
Dreams è un singolo del musicista statunitense Beck, pubblicato nel 2015. Il brano è stato scritto da Beck Hansen insieme a Andrew Wyatt e Greg Kurstin e prodotto da quest'ultimo. Esso è inserito nell'album Colors, poi pubblicato nell'ottobre 2017.
La canzone è anche inclusa nella colonna sonora del videogioco FIFA 16.

## Tracce

### 12" vinile
Lato A
1. Dreams – 5:14

Lato B
1. Dreams (Instrumental) – 5:14
2. Dreams (Acapella) – 5:14

### Download digitale
1. Dreams – 5:14